# Liste der politischen Parteien in der Türkischen Republik Nordzypern
Die Liste der politischen Parteien in der Türkischen Republik Nordzypern führt die aktuellen und historischen Parteien in der Republik seit der Unabhängigkeitserklärung 1983 auf.

## Derzeitige Parteien imParlament
| Kürzel | Name (türkisch)                           | Name (deutsch)                                 | gegründet | Ausrichtung                                     |
| ------ | ----------------------------------------- | ---------------------------------------------- | --------- | ----------------------------------------------- |
| CTP    | Cumhuriyetçi Türk Partisi-Birleşik Güçler | Republikanisch Türkische Partei-Vereinte Macht | 1970      | Sozialdemokratie, Zyprische Wiedervereinigung   |
| UBP    | Ulusal Birlik Partisi                     | Nationale Einheitspartei                       | 1975      | Türkischer Nationalismus, Liberalkonservatismus |
| DP     | Demokrat Parti-Ulusal Güçler              | Demokratische Partei-Nationale Macht           | 1992      | Türkischer Nationalismus, Konservatismus        |
| TDP    | Toplumcu Demokrasi Partisi                | Soziale Demokratische Partei                   | 2007      | Sozialdemokratie, Zyprische Wiedervereinigung   |

## Weitere aktive Parteien
| Kürzel | Name (türkisch)         | Name (deutsch)           | gegründet | Ausrichtung                                |
| ------ | ----------------------- | ------------------------ | --------- | ------------------------------------------ |
| BKP    | Birleşik Kıbrıs Partisi | Vereinigte Zypern Partei | 2009      | Sozialistisch, Zyprische Wiedervereinigung |
| HP     | Halkın Partisi          | Volkspartei              | 2016      | Anti-Korruptionspartei                     |

## Ehemalige Parteien mit parlamentarischer Vertretung
| Kürzel | Name (türkisch)             | Name (deutsch)                      | gegründet | aufgelöst | Ausrichtung            | Anmerkung          |
| ------ | --------------------------- | ----------------------------------- | --------- | --------- | ---------------------- | ------------------ |
| DEHAP  | Demokratik Halk Partisi     | Demokratische Volkspartei           | 1979      | ~1985     | Konservativ            |                    |
| YDP    | Yeni Doğuş Partisi          | Partei der Wiedergeburt             | 1985      | 1993      |                        | aufgegangen in DP  |
| ÖRP    | Özgürlük ve Reform Partisi  | Freiheits- und Reformpartei         | 2006      | 2013      | sozialliberal          | aufgegangen in UBP |
| BDH    | Barış ve Demokrasi Hareketi | Bewegung für Frieden und Demokratie | 2005      | 2007      | linke Sozialdemokratie | fusioniert zu TDP  |
| TKP    | Toplumcu Kurtuluş Partisi   | Soziale Befreiungspartei            | 1976      | 2007      | links                  | fusioniert zu TDP  |